# تریلوچان سینگ
تریلوچان سینگ (انگلیسی: Trilochan Singh; ‏۱۲ فوریهٔ ۱۹۲۳ – ۲۴ آوریل ۲۰۰۸) بازیکن هاکی روی چمن اهل هند بود که به‌همراه تیم ملی هاکی روی چمن مردان هند به قهرمانی بازی‌های المپیک تابستانی ۱۹۴۸ دست پیدا کرده‌است.